# Mangya
Mangya är en administrativ kommission i den autonoma prefekturen Haixi i Qinghai-provinsen i västra Kina. Den ligger omkring 980 kilometer väster om provinshuvudstaden Xining.